# 梅花路 (广州)
广州的梅花路位于中华人民共和国广东省广州市越秀区，是一条呈南北走向的道路，南起中山一路，北至环市东路、天河路交汇处，目前车辆通行方向为双单向通行。

## 与之交汇道路
- 顺序由南往北排列，粗体字为主干道
- 中山一路
- 东风东路
- 环市东路、天河路、水荫路

## 公共交通
- 广州地铁1号线楊箕站
- 广州地铁5号线動物園站、楊箕站

均在鄰近梅花路位置設有出口。